# КД Леганес
„Легане́с“ (на испански: Club Deportivo Leganés) е испански футболен клуб от едноименния град Леганес, близо до Мадрид. Клубът е основан през 23 юни 1928 година. Домакинските си срещи играе на стадион „Бутарке“, с капацитет 10 958 зрители.

## История
Най-добрите години на отбора настъпват в края на XX и началото на XXI век, когато в продължение на 11 години подред играе в Сегунда дивисион, втората дивизия на испанския футбол. Най-добрите му резултати в Сегунда са през сезоните 1995/96 и 1996/97, в които завършва на 8-о място. През 2015/16 „Леганес“ заема 2 място в Сегунда и получава право да участва в Примера от следващия сезон.

## Успехи
- Сегунда B:
  -  Шампион (1): 1992/93 (група А)
- Копа дел Рей:
  - 1/2 финалист (1): 2017/18

## Сезони по дивизии
- Примера дивисион (3): 2016 – 2019
- Сегунда дивисион (13): 1993 – 2004, 2014 – 2016
- Сегунда B (16): 1987 – 1993, 2004 – 2014
- Терсера дивисион (19): 1954 – 1960, 1963 – 1965, 1967 – 1968, 1977 – 1987

## Известни играчи
- Федерико Домингес
- Николас Медина
- Мариано Хуан
- Хосе Чамот
- Арнал
- Хоакин Капаррос
- Катаня
- Хорди Лардин
- Едуардо Рамос
- Унай Емери
- Пиер Вебо
- Самюел Ето'о
- Ариза Макукула
- Пауло Торес
- Андрей Мох
- Андрей Лунин